# Ligne Chūō
La ligne principale Chūō (中央本線, Chūō-honsen) est une ligne ferroviaire des compagnies JR East et JR Central au Japon. Cette ligne relie Tokyo et Nagoya, mais c'est la plus lente connexion par rail entre ces deux villes :  la ligne principale Tōkaidō est un peu plus rapide et la ligne Shinkansen Tōkaidō permet la liaison la plus rapide.
La partie orientale de la ligne principale Chūō entre Tokyo et Shiojiri est exploitée par la JR East. La partie occidentale entre Shiojiri et Nagoya est exploitée par la JR Central. Il n'y a aucun service commun entre les deux parties de la ligne.

## Histoire
La section la plus ancienne de la ligne est celle entre les gares de Shinjuku et de Tachikawa, qui a été ouverte par le chemin de fer Kobu (甲武鉄道) en 1889. La compagnie prolonge la ligne par étapes jusqu'à Ochanomizu avant d'être nationalisée.
La Société gouvernementale des chemins de fer japonais ouvre la section entre Nagoya et Tajimi en 1900. Elle complete la ligne en 1911. En 1983, un tronçon plus court ouvre entre Okaya et Shiojiri.
La section entre Iidabashi et Nakano fut la première ligne électrifiée au Japon en 1904.

## Caractéristiques

### Ligne
- longueur : 
  - Tokyo - Nagoya : 396,9 km
  - Okaya - Shiojiri : 27,7 km
- écartement des voies : 1 067 mm
- nombre de voies :
  - Quadruple voie : Ochanomizu - Mitaka
  - Double voie :   Tokyo - Ochanomizu, Mitaka - Fumonji, Okaya - Niekawa, Narai - Miyanokoshi, Harano - Kuramoto, Jūnikane - Nagoya
  - Voie unique : le reste de la ligne
- électrification : 1 500 Vcc
- vitesse maximale : 130 km/h

### Liste des gares

#### Section Tokyo - Takao

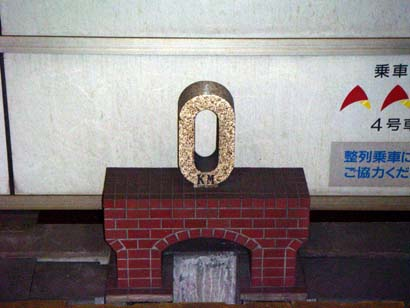
Kilomètre 0 de la ligne Chūō à Tokyo.

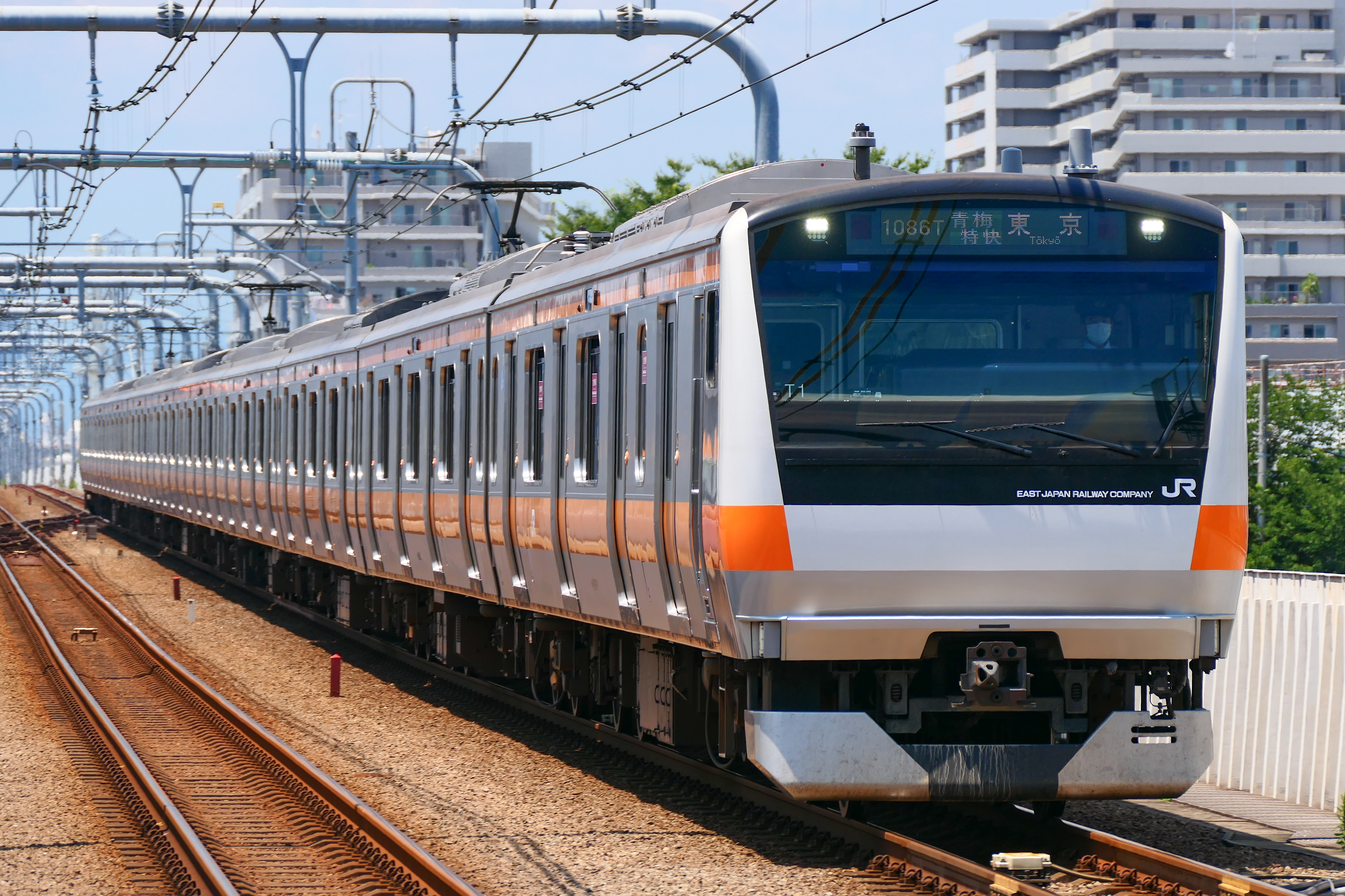
Automotrice série E233 sur la ligne Chūō Special Rapid à Musashi-Sakai.

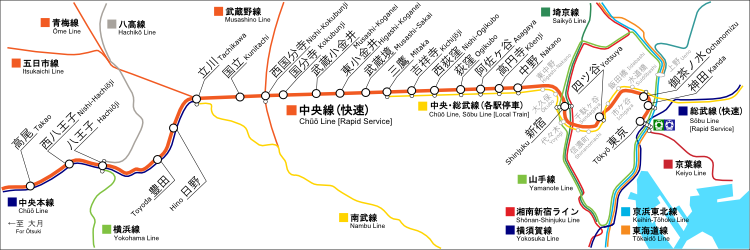
Les gares de la ligne Chūō Rapid de Tokyo à Takao.

Cette section située à Tokyo est la plus fréquentée de la ligne. La portion entre Ochanomizu et Mitaka est à quadruple voie : deux voies sont réservées pour les services rapides (Ligne Chūō Rapid) et les deux autres pour les services omnibus (Ligne Chūō Local, utilisée essentiellement par les trains de la ligne Chūō-Sōbu).
En plus d'un fort trafic de trains de banlieue, cette portion de la ligne est parcourue par des trains de grande ligne ayant généralement pour terminus la gare de Shinjuku. Enfin, quelques services Narita Express empruntent la ligne entre Shinjuku et Takao.
| Numéro      | Gare            | Nom japonais | Distance depuis Tokyo (km) | Services  | Services   | Services           | Correspondances | Localisation |
| Numéro      | Gare            | Nom japonais | Distance depuis Tokyo (km) | Chūō Sōbu | Chūō Rapid | Chūō Rapid Spécial | Correspondances | Localisation |
| ----------- | --------------- | ------------ | -------------------------- | --------- | ---------- | ------------------ | --- | ------------ |
| TYOJC01     | Tokyo           | 東京         | 0                          |           | ●          | ●                  | JR East : Tōhoku Shinkansen, Keiyō, Keihin-Tōhoku, Sōbu, Tōkaidō, Yamanote, Yokosuka JR Central : Tōkaidō Shinkansen Tokyo Metro : Marunouchi | Chiyoda      |
| KNDJC02     | Kanda           | 神田         | 1,3                        |           | ●          | ●                  | JR East : Keihin-Tōhoku, Yamanote Tokyo Metro : Ginza                                                                                         | Chiyoda      |
| JC03JB18    | Ochanomizu      | 御茶ノ水     | 2,6                        | ●         | ●          | ●                  | JR East : Chūō-Sōbu (interconnexion) Tokyo Metro : Chiyoda (à Shin-Ochanomizu), Marunouchi                                                    | Chiyoda      |
| JB17        | Suidōbashi      | 水道橋       | 3,4                        | ●         | \|         | \|                 | Toei : Mita | Chiyoda      |
| JB16        | Iidabashi       | 飯田橋       | 4,3                        | ●         | \|         | \|                 | Tokyo Metro : Namboku, Tōzai, Yūrakuchō | Chiyoda      |
| JB15        | Ichigaya        | 市ケ谷       | 5,8                        | ●         | \|         | \|                 | Tokyo Metro : Namboku, Yūrakuchō Toei : Shinjuku                                                                                              | Chiyoda      |
| JC04JB14    | Yotsuya         | 四ツ谷       | 6,6                        | ●         | ●          | ●                  | Tokyo Metro : Marunouchi, Namboku | Shinjuku     |
| JB13        | Shinanomachi    | 信濃町       | 7,9                        | ●         | \|         | \|                 | | Shinjuku     |
| JB12        | Sendagaya       | 千駄ケ谷     | 8,6                        | ●         | \|         | \|                 | Toei : Ōedo (à Kokuritsu-Kyōgijō) | Shibuya      |
| JB11        | Yoyogi          | 代々木       | 9,6                        | ●         | \|         | \|                 | JR East : Yamanote Toei : Ōedo | Shibuya      |
| SJKJC05JB10 | Shinjuku        | 新宿         | 10,3                       | ●         | ●          | ●                  | JR East : Shōnan-Shinjuku, Saikyō, Yamanote Keiō : Keiō, Nouvelle Keiō Odakyū : Odawara Tokyo Metro : Marunouchi Toei : Ōedo, Shinjuku        | Shinjuku     |
| JB09        | Ōkubo           | 大久保       | 11,7                       | ●         | \|         | \|                 | | Shinjuku     |
| JB08        | Higashi-Nakano  | 東中野       | 12,8                       | ●         | \|         | \|                 | Toei : Ōedo | Nakano       |
| JC06JB07    | Nakano          | 中野         | 14,7                       | ●         | ●          | ●                  | Tokyo Metro : Tōzai (interconnexion) | Nakano       |
| JC07JB06    | Kōenji          | 高円寺       | 16,1                       | ●         | ◆          | \|                 | | Suginami     |
| JC08JB06    | Asagaya         | 阿佐ケ谷     | 17,3                       | ●         | ◆          | \|                 | | Suginami     |
| JC09JB04    | Ogikubo         | 荻窪         | 18,7                       | ●         | ●          | \|                 | Tokyo Metro : Marunouchi | Suginami     |
| JC10JB03    | Nishi-Ogikubo   | 西荻窪       | 20,6                       | ●         | ◆          | \|                 | | Suginami     |
| JC11JB02    | Kichijōji       | 吉祥寺       | 22,5                       | ●         | ●          | \|                 | Keiō : Inokashira | Musashino    |
| JC12JB01    | Mitaka          | 三鷹         | 24,1                       | ●         | ●          | ●                  | | Mitaka       |
| JC13        | Musashi-Sakai   | 武蔵境       | 25,7                       |           | ●          | \|                 | Seibu : Tamagawa | Musashino    |
| JC14        | Higashi-Koganei | 東小金井     | 27,4                       |           | ●          | \|                 | | Koganei      |
| JC15        | Musashi-Koganei | 武蔵小金井   | 29,1                       |           | ●          | \|                 | | Koganei      |
| JC16        | Kokubunji       | 国分寺       | 31,4                       |           | ●          | ●                  | Seibu : Kokubunji, Tamako | Kokubunji    |
| JC17        | Nishi-Kokubunji | 西国分寺     | 32,8                       |           | ●          | \|                 | JR East : Musashino | Kokubunji    |
| JC18        | Kunitachi       | 国立         | 34,5                       |           | ●          | \|                 | | Kunitachi    |
| JC19        | Tachikawa       | 立川         | 37,5                       |           | ●          | ●                  | JR East : Nambu, Ōme (interconnexion) Monorail Tama Toshi                                                                                     | Tachikawa    |
| JC20        | Hino            | 日野         | 40,8                       |           | ●          | ●                  | | Hino         |
| JC21        | Toyoda          | 豊田         | 43,1                       |           | ●          | ●                  | | Hino         |
| JC22        | Hachiōji        | 八王子       | 47,4                       |           | ●          | ●                  | JR East : Hachikō, Yokohama | Hachiōji     |
| JC23        | Nishi-Hachiōji  | 西八王子     | 49,8                       |           | ●          | ●                  | | Hachiōji     |
| JC24        | Takao           | 高尾         | 53,1                       |           | ●          | ●                  | Keiō : Takao | Hachiōji     |

#### Section Takao - Shiojiri

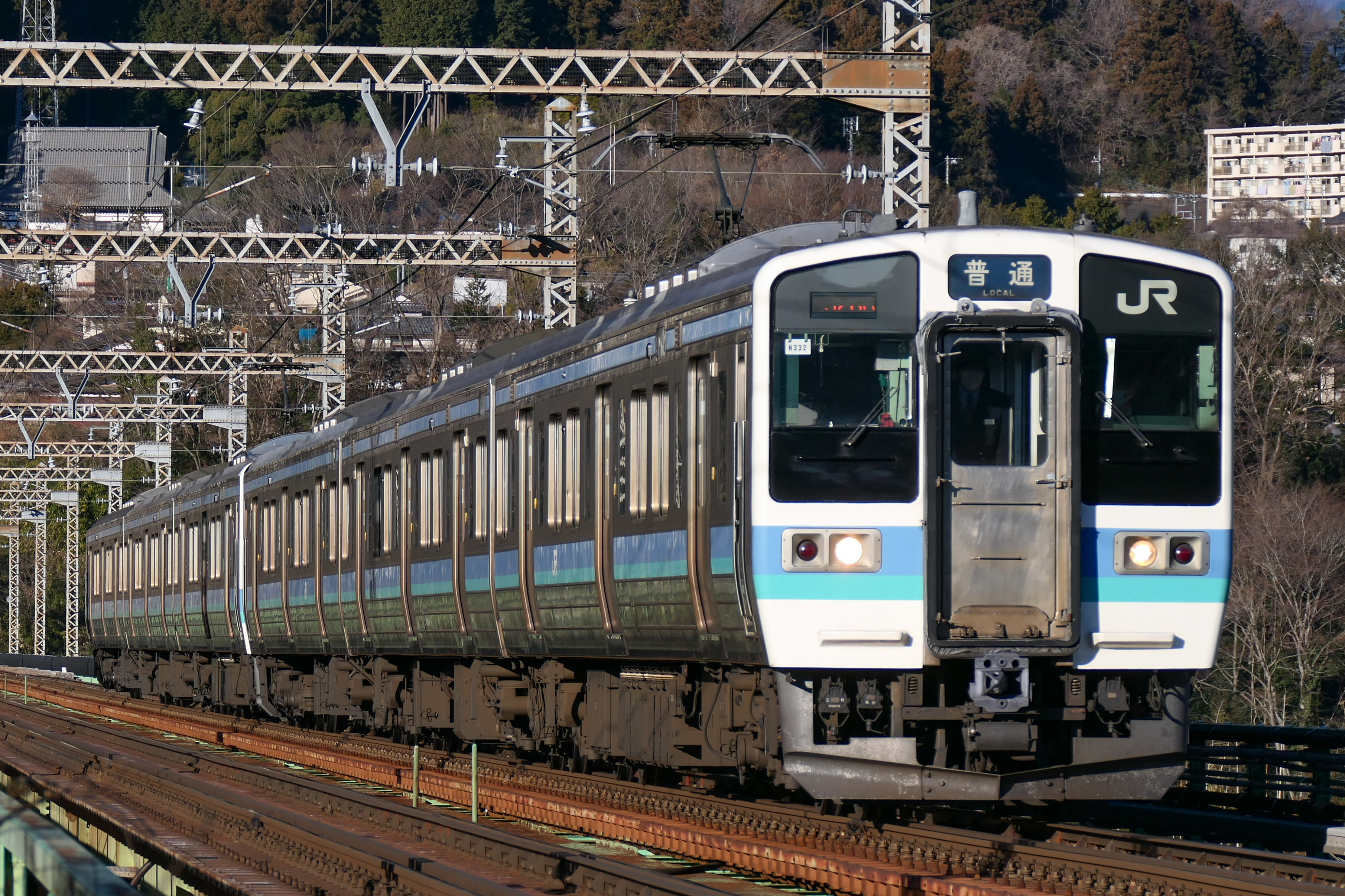
Automotrice série 211 entre Saruhashi et Torisawa.

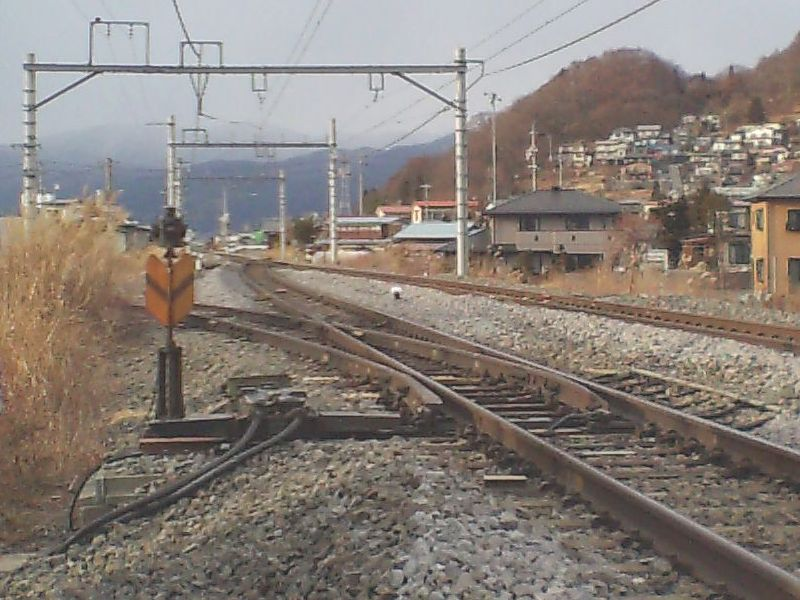
La ligne à Fumonji (PK 198,9).

Cette section est parcourue par des trains omnibus, des trains de banlieue jusqu'à Ōtsuki et des trains de grande ligne Kaiji (jusqu'à Kōfu) et Azusa (jusqu'à Shiojiri et au-delà sur la ligne Shinonoi).
| Numéro | Gare              | Nom japonais | Distance depuis Tokyo (km) | Correspondances                                        | Localisation | Localisation            |
| ------ | ----------------- | ------------ | -------------------------- | ------------------------------------------------------ | ------------ | ----------------------- |
| JC24   | Takao             | 高尾         | 53,1                       | Keiō : Takao                                           | Hachiōji     | Préfecture de Tokyo     |
| JC25   | Sagamiko          | 相模湖       | 62,6                       |                                                        | Sagamihara   | Préfecture de Kanagawa  |
| JC26   | Fujino            | 藤野         | 66,3                       |                                                        | Sagamihara   | Préfecture de Kanagawa  |
| JC27   | Uenohara          | 上野原       | 69,8                       |                                                        | Uenohara     | Préfecture de Yamanashi |
| JC28   | Shiotsu           | 四方津       | 74,0                       |                                                        | Uenohara     | Préfecture de Yamanashi |
| JC29   | Yanagawa          | 梁川         | 77,6                       |                                                        | Ōtsuki       | Préfecture de Yamanashi |
| JC30   | Torisawa          | 鳥沢         | 81,2                       |                                                        | Ōtsuki       | Préfecture de Yamanashi |
| JC31   | Saruhashi         | 猿橋         | 85,3                       |                                                        | Ōtsuki       | Préfecture de Yamanashi |
| JC32   | Ōtsuki            | 大月         | 87,8                       | Fujikyu : Fujikyuko (interconnexion)                   | Ōtsuki       | Préfecture de Yamanashi |
| CO33   | Hatsukari         | 初狩         | 93,9                       |                                                        | Ōtsuki       | Préfecture de Yamanashi |
| CO34   | Sasago            | 笹子         | 100,4                      |                                                        | Ōtsuki       | Préfecture de Yamanashi |
| CO35   | Kai-Yamato (ja)   | 甲斐大和     | 106,5                      |                                                        | Kōshū        | Préfecture de Yamanashi |
| CO36   | Katsunuma-budōkyō | 勝沼ぶどう郷 | 112,5                      |                                                        | Kōshū        | Préfecture de Yamanashi |
| CO37   | Enzan             | 塩山         | 116,9                      |                                                        | Kōshū        | Préfecture de Yamanashi |
| CO38   | Higashi-Yamanashi | 東山梨       | 120,1                      |                                                        | Yamanashi    | Préfecture de Yamanashi |
| CO39   | Yamanashishi      | 山梨市       | 122,2                      |                                                        | Yamanashi    | Préfecture de Yamanashi |
| CO40   | Kasugaichō        | 春日居町     | 125,0                      |                                                        | Fuefuki      | Préfecture de Yamanashi |
| CO41   | Isawa-Onsen       | 石和温泉     | 127,8                      |                                                        | Fuefuki      | Préfecture de Yamanashi |
| CO42   | Sakaori           | 酒折         | 131,2                      |                                                        | Kōfu         | Préfecture de Yamanashi |
| CO43   | Kōfu              | 甲府         | 134,1                      | JR Central : Minobu                                    | Kōfu         | Préfecture de Yamanashi |
| CO44   | Ryūō              | 竜王         | 138,6                      |                                                        | Kai          | Préfecture de Yamanashi |
| CO45   | Shiozaki          | 塩崎         | 142,7                      |                                                        | Kai          | Préfecture de Yamanashi |
| CO46   | Nirasaki          | 韮崎         | 147,0                      |                                                        | Nirasaki     | Préfecture de Yamanashi |
| CO47   | Shimpu            | 新府         | 151,2                      |                                                        | Nirasaki     | Préfecture de Yamanashi |
| CO48   | Anayama           | 穴山         | 154,7                      |                                                        | Nirasaki     | Préfecture de Yamanashi |
| CO49   | Hinoharu          | 日野春       | 160,1                      |                                                        | Hokuto       | Préfecture de Yamanashi |
| CO50   | Nagasaka          | 長坂         | 166,3                      |                                                        | Hokuto       | Préfecture de Yamanashi |
| CO51   | Kobuchizawa       | 小淵沢       | 173,7                      | JR East : Koumi                                        | Hokuto       | Préfecture de Yamanashi |
|        | Shinano-Sakai     | 信濃境       | 178,2                      |                                                        | Fujimi       | Préfecture de Nagano    |
|        | Fujimi            | 富士見       | 182,9                      |                                                        | Fujimi       | Préfecture de Nagano    |
|        | Suzurannosato     | すずらんの里 | 186,1                      |                                                        | Fujimi       | Préfecture de Nagano    |
|        | Aoyanagi          | 青柳         | 188,0                      |                                                        | Chino        | Préfecture de Nagano    |
|        | Chino             | 茅野         | 195,2                      |                                                        | Chino        | Préfecture de Nagano    |
|        | Kami-Suwa         | 上諏訪       | 201,9                      |                                                        | Suwa         | Préfecture de Nagano    |
|        | Shimo-Suwa        | 下諏訪       | 206,3                      |                                                        | Shimosuwa    | Préfecture de Nagano    |
|        | Okaya             | 岡谷         | 210,4                      | Branche de Tatsuno                                     | Okaya        | Préfecture de Nagano    |
|        | Midoriko          | みどり湖     | 218,2                      |                                                        | Shiojiri     | Préfecture de Nagano    |
|        | Shiojiri          | 塩尻         | 222,1                      | Branche de Tatsuno JR East : Shinonoi (interconnexion) | Shiojiri     | Préfecture de Nagano    |

#### Branche de Tatsuno
Cette branche est le tracé originel de la ligne entre Okaya et Shiojiri. Elle n'est plus empruntée que par quelques trains.
| Gare              | Nom japonais | Distance depuis Tokyo (km) | Correspondances                     | Localisation | Localisation         |
| ----------------- | ------------ | -------------------------- | ----------------------------------- | ------------ | -------------------- |
| Okaya             | 岡谷         | 210,4                      | Ligne principale                    | Okaya        | Préfecture de Nagano |
| Kawagishi         | 川岸         | 213,9                      |                                     | Okaya        | Préfecture de Nagano |
| Tatsuno           | 辰野         | 219,9                      | JR Central : Iida (interconnexion)  | Tatsuno      | Préfecture de Nagano |
| Shinano-Kawashima | 信濃川島     | 224,2                      |                                     | Tatsuno      | Préfecture de Nagano |
| Ono (ja)          | 小野         | 228,2                      |                                     | Tatsuno      | Préfecture de Nagano |
| Shiojiri          | 塩尻         | 238,1                      | Ligne principale JR East : Shinonoi | Shiojiri     | Préfecture de Nagano |

#### Section Shiojiri - Nakatsugawa

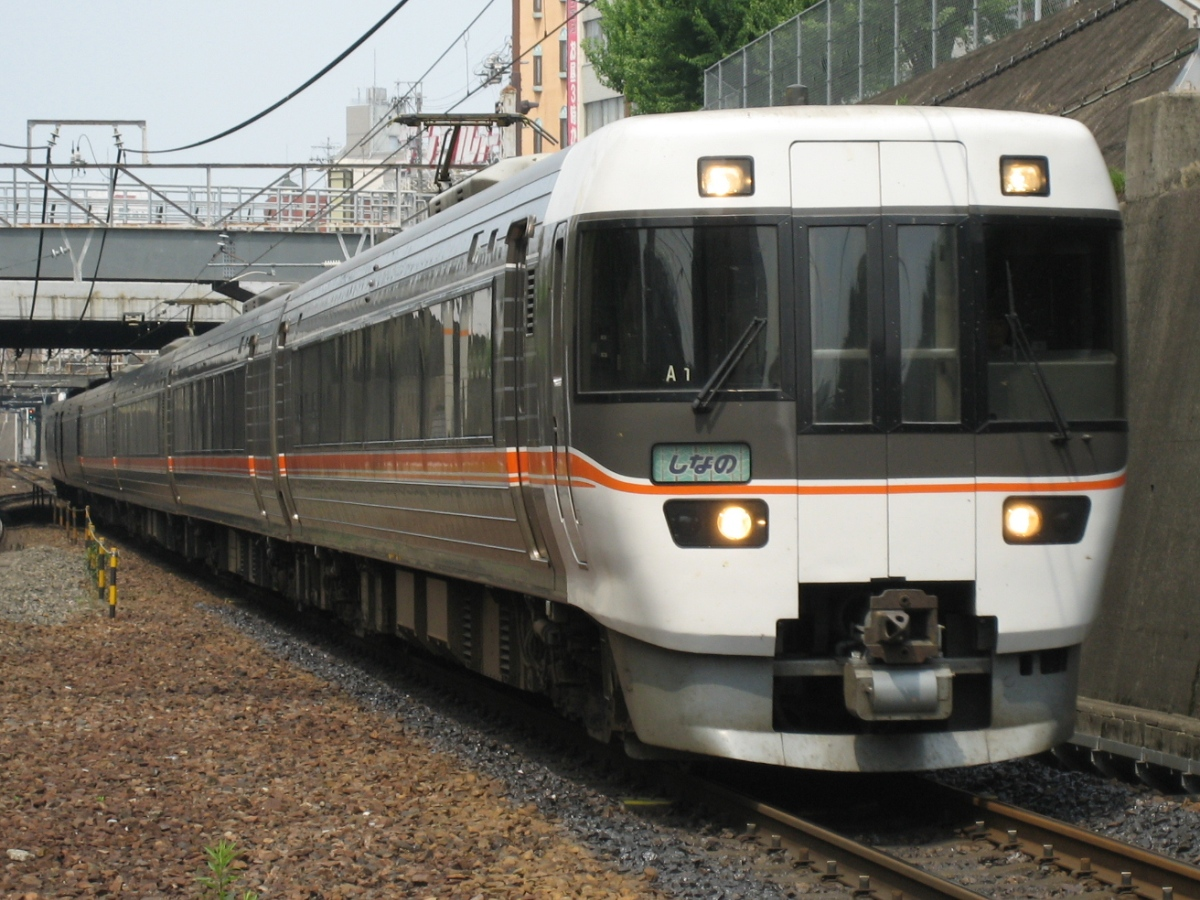
Automotrice série 383 Shinano.

Cette section est parcourue par des trains omnibus et des trains de grande ligne Shinano. Très rurale, c'est la partie la moins fréquentée de la ligne.
| Numéro | Gare           | Nom japonais | Distance depuis Tokyo (km) | Correspondances                                        | Localisation   | Localisation         |
| ------ | -------------- | ------------ | -------------------------- | ------------------------------------------------------ | -------------- | -------------------- |
|        | Shiojiri       | 塩尻         | 222,1                      | Branche de Tatsuno JR East : Shinonoi (interconnexion) | Shiojiri       | Préfecture de Nagano |
|        | Seba           | 洗馬         | 226,3                      |                                                        | Shiojiri       | Préfecture de Nagano |
|        | Hideshio       | 日出塩       | 231,0                      |                                                        | Shiojiri       | Préfecture de Nagano |
|        | Niekawa        | 贄川         | 236,2                      |                                                        | Shiojiri       | Préfecture de Nagano |
|        | Kiso-Hirasawa  | 木曽平沢     | 241,4                      |                                                        | Shiojiri       | Préfecture de Nagano |
|        | Narai          | 奈良井       | 243,2                      |                                                        | Shiojiri       | Préfecture de Nagano |
|        | Yabuhara       | 薮原         | 249,8                      |                                                        | Kiso (village) | Préfecture de Nagano |
|        | Miyanokoshi    | 宮ノ越       | 255,5                      |                                                        | Kiso (bourg)   | Préfecture de Nagano |
|        | Harano         | 原野         | 258,3                      |                                                        | Kiso (bourg)   | Préfecture de Nagano |
| CF30   | Kiso-Fukushima | 木曽福島     | 263,8                      |                                                        | Kiso (bourg)   | Préfecture de Nagano |
| CF29   | Agematsu       | 上松         | 271,1                      |                                                        | Agematsu       | Préfecture de Nagano |
|        | Kuramoto       | 蔵元         | 277,7                      |                                                        | Agematsu       | Préfecture de Nagano |
|        | Suhara         | 須原         | 282,5                      |                                                        | Ōkuwa          | Préfecture de Nagano |
|        | Ōkuwa (ja)     | 大桑         | 285,8                      |                                                        | Ōkuwa          | Préfecture de Nagano |
|        | Nojiri         | 野尻         | 288,8                      |                                                        | Ōkuwa          | Préfecture de Nagano |
|        | Jūnikane       | 十二兼       | 292,5                      |                                                        | Nagiso         | Préfecture de Nagano |
| CF23   | Nagiso         | 南木曽       | 298,0                      |                                                        | Nagiso         | Préfecture de Nagano |
|        | Tadachi        | 田立         | 304,3                      |                                                        | Nagiso         | Préfecture de Nagano |
|        | Sakashita      | 坂下         | 307,1                      |                                                        | Nakatsugawa    | Préfecture de Gifu   |
|        | Ochiaigawa     | 落合川       | 313,2                      |                                                        | Nakatsugawa    | Préfecture de Gifu   |
| CF19   | Nakatsugawa    | 中津川       | 317,0                      |                                                        | Nakatsugawa    | Préfecture de Gifu   |

#### Section Nakatsugawa - Nagoya

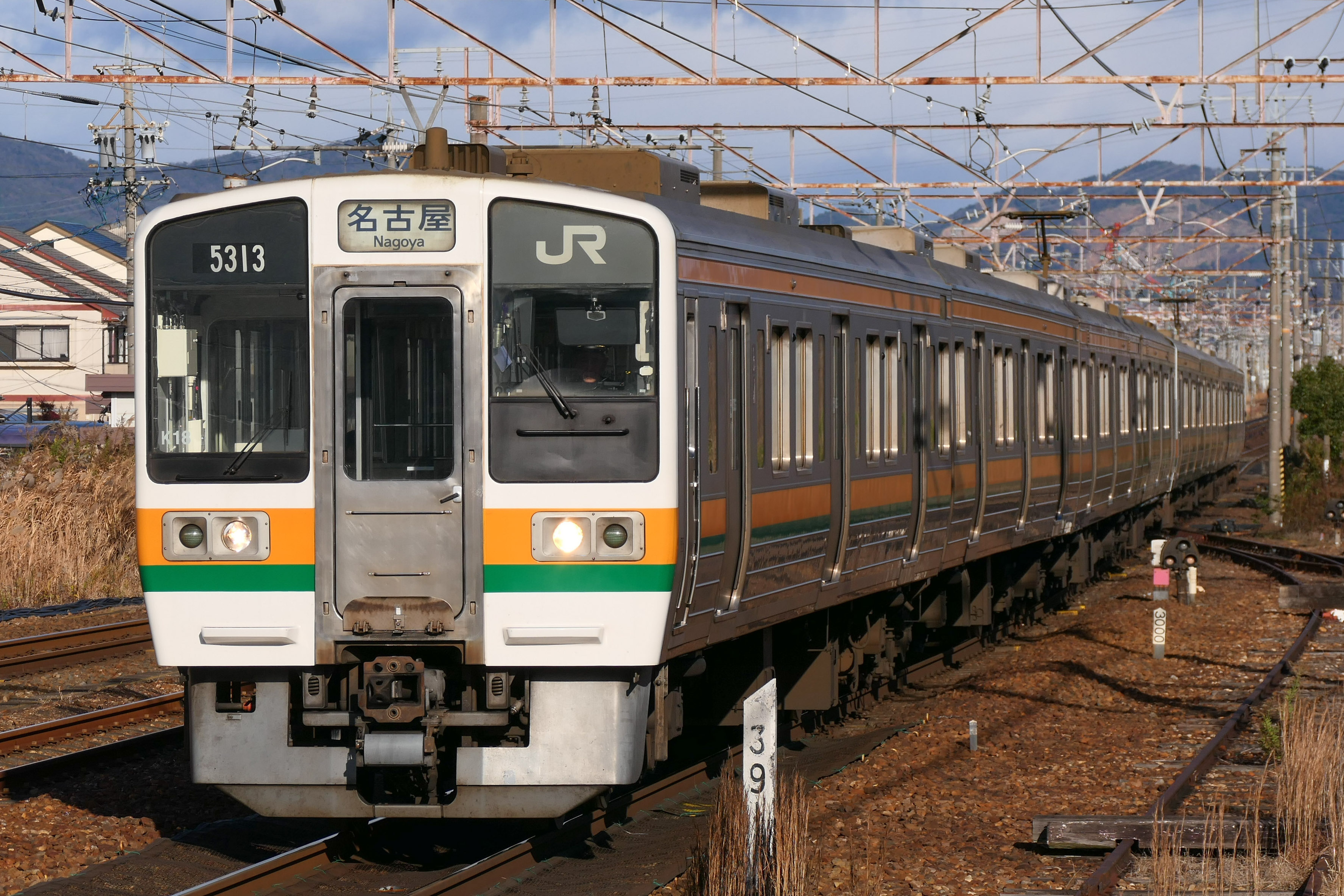
La ligne Chūō à Kasugai.

Cette section est située dans l'aire urbaine de Nagoya. Elle est parcourue par des trains de banlieue, ainsi que des trains de grande ligne Shinano.
| Numéro | Gare          | Nom japonais | Distance depuis Tokyo (km) | Correspondances | Localisation | Localisation       |
| ------ | ------------- | ------------ | -------------------------- | --- | ------------ | ------------------ |
| CF19   | Nakatsugawa   | 中津川       | 317,0                      | | Nakatsugawa  | Préfecture de Gifu |
| CF18   | Mino-Sakamoto | 美乃坂本     | 323,4                      | | Nakatsugawa  | Préfecture de Gifu |
| CF17   | Ena           | 恵那         | 328,6                      | Aketetsu : Akechi | Ena          | Préfecture de Gifu |
| CF16   | Takenami      | 武並         | 334,0                      | | Ena          | Préfecture de Gifu |
| CF15   | Kamado        | 釜戸         | 339,4                      | | Mizunami     | Préfecture de Gifu |
| CF14   | Mizunami      | 瑞浪         | 346,8                      | | Mizunami     | Préfecture de Gifu |
| CF13   | Tokishi       | 土岐市       | 353,7                      | | Toki         | Préfecture de Gifu |
| CF12   | Tajimi        | 多治見       | 360,7                      | JR Central : Taita | Tajimi       | Préfecture de Gifu |
| CF11   | Kokokei       | 古虎渓       | 365,3                      | | Tajimi       | Préfecture de Gifu |
| CF10   | Jōkōji        | 定光寺       | 368,8                      | | Kasugai      | Préfecture d'Aichi |
| CF09   | Kōzōji        | 高蔵寺       | 372,9                      | Aichi Loop Railway : Aichi Loop | Kasugai      | Préfecture d'Aichi |
| CF08   | Jinryō        | 神領         | 376,1                      | | Kasugai      | Préfecture d'Aichi |
| CF07   | Kasugai       | 春日井       | 378,8                      | | Kasugai      | Préfecture d'Aichi |
| CF06   | Kachigawa     | 勝川         | 381,9                      | TKJ : Jōhoku | Kasugai      | Préfecture d'Aichi |
| CF05   | Shin-Moriyama | 新守山       | 384,6                      | | Nagoya       | Préfecture d'Aichi |
| CF04   | Ōzone         | 大曽根       | 387,1                      | Meitetsu : Seto Métro de Nagoya : Meijō | Nagoya       | Préfecture d'Aichi |
| CF03   | Chikusa       | 千種         | 389,8                      | Métro de Nagoya : Higashiyama | Nagoya       | Préfecture d'Aichi |
| CF02   | Tsurumai      | 鶴舞         | 391,3                      | Métro de Nagoya : Tsurumai | Nagoya       | Préfecture d'Aichi |
| CF01   | Kanayama      | 金山         | 393,6                      | JR Central : Tōkaidō Meitetsu : Nagoya Métro de Nagoya : Meijō, Meikō | Nagoya       | Préfecture d'Aichi |
| CF00   | Nagoya        | 名古屋       | 396,9                      | JR Central : Tōkaidō Shinkansen, Kansai, Tōkaidō Kintetsu : Nagoya (à Kintetsu-Nagoya) Meitetsu : Nagoya (à Meitetsu Nagoya) Métro de Nagoya : Higashiyama, Sakura-dōri Nagoya Rinkai Rapid Transit : Aonami | Nagoya       | Préfecture d'Aichi |